# Playa de Somocuevas
La playa de Somocuevas se encuentra situada en la localidad de Liencres, en el municipio de Piélagos, Cantabria (España).

## Características
Somocuevas es una de las playas nudistas con más tradición de la Costa Quebrada. Se encuentra situada en las inmediaciones de la punta del mismo nombre y está dividida en dos partes: la oriental, muy pequeña y rocosa y la occidental, algo más grande y arenosa.
Su nombre proviene de las cuevas que hay entre las rocas de la punta de Somocuevas. En las cercanías hay un islote que es frecuentado por gaviotas y cormoranes. Está considerada una playa nudista, aunque tiene una importante afluencia de textiles.
Tiene una longitud de 100 metros y su acceso es a través de una escalera de 139 peldaños que desciende desde un alto acantilado situado al oeste de la playa. A esta escalera se llega por un estrecho sendero que proviene de la zona de aparcamiento situado a unos cientos de metros de las escaleras. La pendiente de acceso al agua es suave y el oleaje también es suave porque está protegido de mar abierto por una ensenada. El fondo es en parte rocoso aunque también abunda la arena fina. 
Los alrededores lo constituyen praderías atlánticas y urbanizaciones residenciales. Hacia el oeste se encuentra el parque natural de las Dunas de Liencres, uno de los puntos costeros más importantes del Mar Cantábrico.